# جون فيشمان
جون فيشمان (بالإنجليزية: Jon Fishman)‏ هو طبال أمريكي، ولد في 19 فبراير 1965 في فيلادلفيا في الولايات المتحدة.

## وصلات خارجية
- جون فيشمان على موقع IMDb (الإنجليزية)
- جون فيشمان على موقع ميوزك برينز (الإنجليزية)
- جون فيشمان على موقع إن إن دي بي (الإنجليزية)
- جون فيشمان على موقع أول ميوزيك (الإنجليزية)
- جون فيشمان على موقع ديسكوغز (الإنجليزية)
- جون فيشمان على موقع قاعدة بيانات الفيلم (الإنجليزية)